# 南关街道 (潍坊市)
南关街道，是中华人民共和国山東省潍坊市潍城区下辖的一个乡镇级行政单位。

## 行政区划
南关街道下辖以下地区：
西市场社区、东市场社区、火车站社区、西南关社区、南关大街社区、仓南街社区、五道庙社区、康家社区、南关社区、高家楼社区、徐家社区、小崖头社区、颜家社区、小庄子社区、花家社区、姚家社区、大庄子社区、华家社区、武家社区、人民商城社区、高家黄土埠子村和马家黄土埠子村。